# Casas (Familienname)
Casas ist ein ursprünglich spanischer Familienname.

## Herkunft und Bedeutung
Casas (deutsch: Häuser) ist entweder ein Wohnstätten- oder ein Herkunftsname.

## Namensträger
- Antonio Casas (1911–1982), spanischer Schauspieler
- Artemio Casas (1911–1989), philippinischer Geistlicher, katholischer Bischof
- Atzimba Casas (* 1994), mexikanisch-US-amerikanische Fußballspielerin
- Bartolomé de Las Casas (1484–1566), Mitglied des Dominikanerordens und Jurist in den spanischen Kolonien in Amerika
- Bartolomé Pérez Casas (1873–1956), spanischer Komponist, Dirigent und Musikpädagoge
- Cristóbal de las Casas (1530–1576), spanischer Italianist und Lexikograf
- Diego Casas (* 1995), uruguayischer Fußballspieler
- Fabián Casas (* 1965), argentinischer Schriftsteller
- Fabio Casas Buitrago (* 1959), kolumbianischer Radrennfahrer
- Félix García Casas (* 1968), spanischer Radrennfahrer
- Fernando Casas Alemán (1905–1968), mexikanischer Botschafter
- Fernando Enrique Ramón Casas (* 1966), spanischer römisch-katholischer Geistlicher, Weihbischof in Valencia
- Francisco Casas (* 1945), spanischer Botaniker
- Froilán Tiberio Casas Ortiz (* 1948), kolumbianischer Priester, Bischof von Neiva
- Helena Casas Roige (* 1988), spanische Bahnradsportlerin
- Iván Casas (* 1980), kolumbianischer Radrennfahrer
- Javier Casas (Musiker) (* 1979), argentinischer Musiker und Musikproduzent
- Javier Casas (Fußballspieler) (* 1982), spanischer Fußballspieler
- Jesús Casas (* 1973), spanischer Fußballtrainer
- José Manuel Casas Torres (1916–2010), spanischer Geograph
- Josep Maria Ventura i Casas (1817–1875), katalanischer Musiker und Komponist
- Juan Francisco Casas (* 1976), spanischer Maler
- Julio Casas Regueiro (1936–2011), kubanischer Generalleutnant und Politiker
- Lara Casas (* 2004), argentinische Hockeyspielerin
- Luis Casas Pasarín (1902–1986), spanischer Fußballspieler und -trainer
- María de las Casas (1942–2013), venezolanisches Model
- Mario Casas (* 1986), spanischer Schauspieler
- Mario de las Casas (1901–2002), peruanischer Fußballspieler
- Óscar Casas (* 1998), spanischer Schauspieler
- Ramon Casas i Carbó (1866–1932), katalanisch-spanischer Maler und Graphiker
- Ricard Casas, spanischer Astronom
- Ricardo Casas (* 1955), uruguayischer Produzent, Kulturmanager und Filmemacher
- Shaine Casas (* 1999), US-amerikanischer Schwimmer